# Heroes of the Saddle
Heroes of the Saddle è un film del 1940 diretto da William Witney.
È un film western statunitense con Robert Livingston, Raymond Hatton e Duncan Renaldo. Fa parte della serie di 51 film western dei Three Mesquiteers, basati sui racconti di William Colt MacDonald e realizzati tra il 1936 e il 1943.

## Produzione
Il film, diretto da William Witney su una sceneggiatura di Jack Natteford con il soggetto di William Colt MacDonald (creatore dei personaggi), fu prodotto da Harry Grey per la Republic Pictures e girato nell'Agoura Ranch ad Agoura in California dal novembre del 1939.

## Distribuzione
Il film fu distribuito negli Stati Uniti dal 12 gennaio 1940 al cinema dalla Republic Pictures.

## Promozione
Le tagline sono:
- "A NEW DEAL IN WESTREN JUSTICE! As the Masked Rider and his pals take the Law in their own hands.".
- "The Three Mesquiteers on a rip-roaring range rampage!".
- "The 3 MESQUITEERS Crack down on a lawless band of range rats who prey on hapless orphans".